# Одиннадцатилетняя война
Война Ирландской Конфедерации, также называемая Одиннадцатилетней войной (ирл. Cogadh na hAon-déag mBliana) — военный конфликт, происходивший в Ирландии, который начался с Ирландского восстания в октябре 1641 года и закончился победой англичан в 1653.

## Причины
Причинами конфликта были политические, религиозные и этнические разногласия между ирландскими католиками и английскими протестантами, а также вопрос автономии Ирландии — останется ли она самоуправляющимся королевством при Карле I или будет подчиняться парламенту в Англии.

## Ход
Война в Ирландии началась с восстания ирландских католиков в 1641 году, пытавшихся установить контроль над английской администрацией в Ирландии. Они хотели положить конец дискриминации католиков, усилить ирландское самоуправление и сократить долю английских плантаций в стране. Они также хотели предотвратить вторжение антикатолических сил - английских парламентариев и шотландских ковенантеров, которые бросали вызов королю. Лидер повстанцев Фелим О'Нил утверждал, что выполняет приказ короля, но Чарльз осудил восстание после того, как оно вспыхнуло. Восстание переросло в этнический конфликт между ирландскими католиками, с одной стороны, и английскими и шотландскими протестантскими колонистами, с другой. Эти первые несколько месяцев были отмечены этническими чистками и массовыми убийствами в Ольстере.
Католические лидеры сформировали Ирландскую католическую конфедерацию в мае 1642 года, которая контролировала и управляла большей частью Ирландии и состояла как из гэльских, так и из старых английских католиков. В последующие месяцы и годы конфедераты сражались против роялистов, парламентариев и армии, посланной шотландскими ковенантерами, причем все стороны использовали тактику выжженной земли. Разногласия по поводу того, как бороться с восстанием, помогли разжечь Гражданскую войну в Англии в середине 1642 года. Король санкционировал секретные переговоры с конфедератами, в результате чего в сентябре 1643 года было заключено прекращение огня между конфедератами и роялистами и продолжены переговоры. В 1644 году военная экспедиция Конфедерации высадилась в Шотландии, чтобы оказать поддержку роялистам. Конфедераты продолжали сражаться с парламентариями в Ирландии и нанесли решительное поражение армии ковенантеров в битве при Бенбурбе. В 1647 году конфедераты потерпели ряд поражений от парламентариев при Данган-Хилле, Кашеле и Нокануссе. Это побудило конфедератов заключить соглашение с роялистами. Соглашение разделило конфедератов, и эта борьба помешала их подготовке к сопротивлению вторжению парламентариев.
В августе 1649 года большая армия английских парламентариев во главе с Оливером Кромвелем вторглась в Ирландию. Он осадил и захватил многие города из союза конфедератов и роялистов. Армия Кромвеля уничтожила множество солдат и мирных жителей после штурма городов Дроэда и Уэксфорд. Столица Конфедерации Килкенни была захвачена в марте 1650 года, а союз конфедератов и роялистов в конечном итоге потерпел поражение после захвата Голуэя в мае 1652 года. Конфедераты продолжали партизанскую кампанию до апреля 1653 года. Это привело к массовым убийствам мирных жителей и уничтожению продуктов питания англичанами, которые также принесли вспышку бубонной чумы.

## Результаты
После войны Ирландия была оккупирована и присоединена к Английской республике, просуществовавшей до 1660 года. Католицизм был подавлен, большая часть принадлежащих католикам земель была конфискована, а десятки тысяч ирландских повстанцев были отправлены на Карибы или в Вирджинию в качестве рабов или присоединились к католическим армиям в Европе.
Это был самый разрушительный конфликт в истории Ирландии, унесший жизни от 200 до 600 тысяч человек в результате боевых действий, а также связанных с войной голода и болезней.